# Body worship

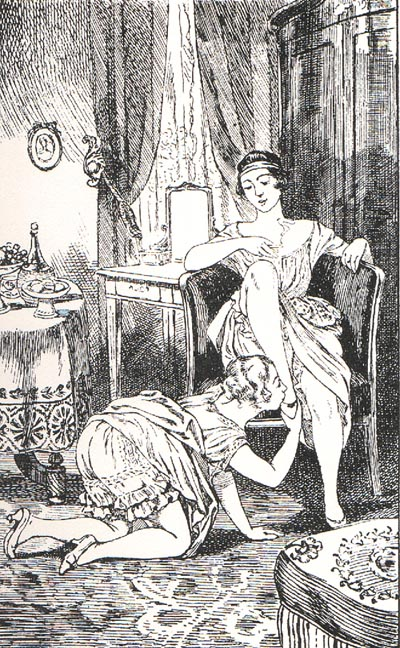
Historische Darstellung des demütigen Liebkosens der Füße

Body worship (engl. Anbetung des Körpers) ist ein Oberbegriff für sexuelle Praktiken, bei denen einzelne Körperteile verehrt werden. Diese Praktiken kommen überwiegend im BDSM-Bereich und im Rahmen des sexuellen Fetischismus vor. Da es aber naheliegend ist, gerade an intimen Körperregionen ein erotisches Interesse zu haben, muss insoweit weder ein Fetischismus noch eine devote Neigung vorliegen.
Typische Formen sind das ass (engl. Gesäß), cock (engl. Penis), pussy (engl. Vagina), foot (engl. Fuß) und muscle (engl. Muskel) worship. Innerhalb der Szene werden fast ausschließlich die englischen Begriffe verwendet. 

## Varianten von Body worship
Grundsätzlich handelt es sich beim worshiping um eine freiwillige Erniedrigung des passiven Partners, des Worshipers (Bottom). Diese Praktik wird üblicherweise durch weitere bewusst erniedrigende rituelle Handlungen begleitet, beispielsweise durch Kniefall. Der Bottom darf das angebetete Körperteil meist lecken und/oder küssen, aber nicht auf konventionelle Weise berühren. Die Anbetung ist dabei ein Akt der Unterwerfung; der Bottom erfährt dadurch eine erotische Stimulation, allerdings steht die Befriedigung und das Wohlbefinden des aktiven Partners, auch Worshipee (Top), im Vordergrund. Es ist auch möglich, dass der Bottom die Anbetung praktiziert, weil er diesen Körperteil erotisierend findet oder sich seinem Top widmen möchte.
Der Top verhält sich während der eigentlichen Huldigung eher passiv und distanziert, auch wenn er die Anbetung im Vorfeld verbal oder durch Züchtigung eingefordert hat. Durch den eher fordernden Ansatz durch den Top unterscheiden sich Praktiken wie das Facesitting und Smothering deutlich von den anderen Arten des Body worshiping.

### Muscle worship
Der Worshiper empfindet bei der Betrachtung oder der Berührung der Muskeln des Worshipee sexuelle Erregung. Der Top ist hierbei fast immer sportlich sehr trainiert, beispielsweise ein Bodybuilder. Der Bottom ist meist eher schlank, schmächtig, übergewichtig, kleiner oder sonst im Vergleich zum Top nicht „in Form“. Die sexuelle Orientierung der Beteiligten ist dabei nicht von Bedeutung, jedoch beschreibt Niall Richardson, dass insbesondere bei der heterosexuellen Verehrung muskulöser Frauen die Umkehr der stereotypen Rolle „Starker, dominanter Mann – schwache, devote Frau“ eine wesentliche Komponente darstellt.
Das Maß und die Art von Gewaltanwendung oder der Ausgestaltung der dominierenden Rolle richtet sich nach den Bedürfnissen der beteiligten Personen. Oft setzt der Top seine körperliche Überlegenheit ein, um dem Bottom seine Unterlegenheit auch durch physisches Überwältigen bewusst zu machen und ihn zur verbalen Bewunderung der Muskeln zu zwingen.
Vom Muscle worship werden das in der Szene ebenfalls verbreitete Hustling, das heißt der Verkauf sexueller Dienstleistungen durch einen Bodybuilder, und das Sponsoring abgegrenzt. Letzteres beschreibt eine Beziehung, in der beispielsweise ein Mann davon erregt wird, eine Frau beim Muskelaufbau zu unterstützen und ihren Körper nach seiner Vorstellung zu formen. Beschrieben wird diese Variante unter anderem in dem Roman Chemical Pink von Kati Arnoldi.

## Künstlerische Darstellung
Das römische Mosaico Dieci Ragazze in der Villa Romana del Casale, Sizilien zeigt bereits Abbildungen muskulöser Frauen. Franz Kafka beschreibt in seinem Roman Amerika die Praktik des lift & carry.
Für einige an der Thematik BDSM interessierten Künstler ist Body worship, oft in Verbindung mit Femdom, ein häufiges Motiv. Einer der wichtigsten Vertreter dieser Darstellungen ist der Japaner Namio Harukawa, dessen Hauptinteresse dem weiblichen Gesäß gilt. Auch Eric Stanton und Robert Crumb haben erotisierende Zeichnungen von ausgeprägt muskulösen und dominanten Frauen veröffentlicht. James Camerons Drehbuch zu Strange Days behandelt das Thema einer Umkehr der stereotypen Rolle „Starker, dominanter Mann – schwache, devote Frau“ ausführlich.